# Creeping Death
«Creeping Death» (с англ. — «Крадущаяся смерть») — песня американской метал-группы Metallica. Была выпущена как первый сингл с альбома Ride the Lightning. Песня написана от имени ангела смерти, он описывает десять казней египетских. Это одна из самых часто исполняемых песен группы (на 12 марта 2018 года игралась вживую 1482 раза), иногда используется в различных турах как открывающая песня в сет-листе. Она выступает в качестве классического образца треш-метал-песни, хотя её темп медленнее, чем большая часть материала на первом альбоме Kill 'Em All. Средняя часть композиции, основанной на зловещем скандировании толпой «Die!», даёт фанатам участвовать в исполнении песни на выступлении.
Сингл выпускался Music for Nations в Англии и Франции. Также на сингле присутствовали каверы на «Am I Evil?» группы Diamond Head и «Blitzkrieg» группы Blitzkrieg. Два этих кавера потом вышли на The $5.98 E.P.: Garage Days Re-Revisited.

## История создания и содержание
Средняя часть песни была написана Хэмметтом, когда он ещё был в Exodus. Песня называлась «Die by His Hand» и была частью сет-листа концертов Exodus, однако никогда не записывалась на альбомах этой группы.
Группа была вдохновлена на песню после просмотра второй части фильма «Десять заповедей», который основывался на библейской истории про казни, насланные на египтян. При просмотре сцены, в которой были убиты все египетские первенцы, Клифф Бёртон воскликнул: «Ого — это прям крадущаяся смерть» («Whoa — it’s like creeping death.»). Группе это высказывание понравилось и было решено написать песню про казни египетские, используя фразу как название композиции.
Песня рассказывает о Моисее, пророке евреев, и его диалогах с Богом. На протяжении всей песни упоминаются только некоторые казни, основанные на Пасхальной Агаде. Моисей неоднократно требовал от египетского фараона сделать еврейских рабов свободными («Отпусти народ мой!») и настаивал на том, что он послан Богом. Чтобы доказать своё утверждение и убедить фараона, и так как фараон отказался освободить евреев, Моисей, ведомый Богом, наслал на Египет бедствия (десять казней египетских).
Оформление было сделано Алвином Петти. Лого Metallica было показано в 3D стиле впервые (за исключением альбома Ride the Lightning, вышедшего 27 июля 1984 года). Лого и название песни было добавлено с помощью пластиковой насадки на уже существующую картину. Хэмметт увидел эту картину, висящую на стене в доме у Алвина, и сказал, что она идеально подходит для оформления почти готового сингла и picture-диска Creeping Death.

## Версия вживую
При исполнении песни вживую её поют несколько человек. На концертных записях до смерти Клиффа Бёртона, его можно услышать на бэк-вокале в течение третьего припева. Когда Джейсон Ньюстед присоединился к группе, он пел на выступлениях третий припев один. После прихода в группу Роберта Трухильо, третий припев обычно поётся зрителями. В течение брейкдауна, зрителям скандируется «Die!» в ритм песни, в то время как Хэтфилд поёт стихи. 

## Издания
- Великобритания — компания Music for Nations — 12" пластинка (винил) с жёлтым или красным штрих-кодом. 1984 год
- Великобритания — компания Music for Nations — 12" пластинка (золотистый винил) — специальное юбилейное издание. 1984 год.
- Великобритания — компания Music for Nations — CD (EP) оформление как у Jump in the Fire. 1984 год.
- Нидерланды — компания Roadrunner Records — 12" пластинка (винил). 1984 год.
- Франция — компания Music for Nations — 12" пластинка (багряный, красный,, зелёный, белый и синий винил). 1984 год.
- Франция — компания Bernett Records — 12" пластинка (винил). 1984 год.
- Великобритания — компания Music for Nations — 12" пластинка (синий винил). 1984 год
- Великобритания — компания Music for Nations — 12" пластинка (picture disc винил). 1984 год
- Великобритания — компания Vertigo — 12" пластинка (винил). 1990 год
- Австралия — компания Vertigo — 12" пластинка (винил). 1990 год
- Германия — компания Vertigo — CD (EP). 1990 год

## Список композиций
| №                   | Название                                                                                         | Длительность |
| ------------------- | ------------------------------------------------------------------------------------------------ | ------------ |
| 1.                  | «Creeping Death»                                                                                 | 6:36         |
| 2.                  | «Am I Evil?» (written by Sean Harris, Brian Tatler; originally performed by Diamond Head)        | 7:49         |
| 3.                  | «Blitzkrieg» (written by Ian Jones, Jim Sirotto, Brian Ross; originally performed by Blitzkrieg) | 3:35         |
| Общая длительность: | Общая длительность:                                                                              | 18:03        |

| №  | Название                                                                           | Длительность |
| -- | ---------------------------------------------------------------------------------- | ------------ |
| 1. | «Creeping Death»                                                                   | 6:36         |
| 2. | «Am I Evil?» (written by Harris, Tatler; originally performed by Diamond Head)     | 7:49         |
| 3. | «Blitzkrieg» (written by Jones, Sirotto, Ross; originally performed by Blitzkrieg) | 3:35         |
| 4. | «Jump in the Fire» (written by Hetfield, Ulrich, Dave Mustaine)                    | 4:41         |
| 5. | «Seek & Destroy» (Live)                                                            | 7:04         |
| 6. | «Phantom Lord» (Live; written by Hetfield, Ulrich, Mustaine)                       | 4:52         |

## Участники записи
- Джеймс Хэтфилд — ритм-гитара, гармоническая гитара, вокал
- Кирк Хэмметт — соло-гитара
- Клифф Бёртон — бас-гитара, бэк-вокал
- Ларс Ульрих — ударные

## Значение
По результатам опроса читателей издательства TeamRock гитарный рефрен «Creeping Death» в 2017 году вошёл в число двадцати величайших гитарных риффов всех времён. В 2014 году читатели Rolling Stone назвали «Creeping Death» шестой величайшей песней Metallica в опросе «10 лучших песен Metallica».

## Сертификация
| Регион | Сертификация | Продажи  |
| --- | ------------ | -------- |
| Австралия (ARIA) | Золотой      | 35 000   |
| Великобритания (BPI) | Серебряный   | 250 000^ |
| США (RIAA) | Золотой      | 500 000  |
| ^ Данные о тиражах приведены только на основе сертификации. · Данные о продажах + прослушиваниях приведены только на основе сертификации. |              |          |